# Côm Bạch Mã
Côm Bạch Mã (danh pháp khoa học: Elaeocarpus bachmaensis) là một loài thực vật có hoa trong họ Côm. Loài này được Gagnep. mô tả khoa học đầu tiên năm 1943.